# Erminio Rullo
Erminio Rullo (ur. 19 lutego 1984 roku w Neapolu, Włochy) – włoski trener i piłkarz, który grał na pozycji obrońcy.

## Statystyki
| Sezon       | Klub             | Kraj   | Rozgrywki | Mecze | Bramki |
| ----------- | ---------------- | ------ | --------- | ----- | ------ |
| 2003/04     | US Lecce         | Włochy | Serie A   | 11    | 0      |
| 2004/05     | US Lecce         | Włochy | Serie A   | 35    | 1      |
| 2005/06     | US Lecce         | Włochy | Serie A   | 31    | 0      |
| 2006/07     | US Lecce         | Włochy | Serie B   | 18    | 0      |
| 2006/07 (j) | SSC Napoli       | Włochy | Serie B   | 7     | 0      |
| 2007/08     | SSC Napoli       | Włochy | Serie A   | 4     | 0      |
| 2008/09     | Triestina Calcio | Włochy | Serie B   | 35    | 0      |
| 2009/10     | SSC Napoli       | Włochy | Serie A   | 1     | 0      |
| 2010/11     | SSC Napoli       | Włochy | Serie A   | 0     | 0      |
| 2010/11     | Modena FC        | Włochy | Serie B   | 17    | 0      |
| 2011/12     | Modena FC        | Włochy | Serie B   | 15    | 0      |
| 2013/14     | US Lecce         | Włochy | Serie C   | 8     | 0      |
| 2014/15     | US Lecce         | Włochy | Serie C   | 1     | 0      |
| 2014/15     | ACR Messina      | Włochy | Serie C   | 9     | 0      |
| 2015/16     | Martina Calcio   | Włochy | Serie C   | 8     | 0      |
| 2016/17     | Agnonese         | Włochy | Serie D   | 22    | 0      |
| 2017/18     | Agnonese         | Włochy | Serie D   | 30    | 0      |
| 2018/19     | Fasano           | Włochy | Serie D   | 30    | 0      |
| 2019/20     | Agnonese         | Włochy | Serie D   | 0     | 0      |